# Cullen (Luisiana)
Cullen es un pueblo ubicado en la parroquia de Webster en el estado estadounidense de Luisiana. En el Censo de 2010 tenía una población de 1163 habitantes y una densidad poblacional de 387,1 personas por km².

## Geografía
Cullen se encuentra ubicado en las coordenadas 32°58′4″N 93°26′48″O / 32.96778, -93.44667. Según la Oficina del Censo de los Estados Unidos, Cullen tiene una superficie total de 3 km², de la cual 2.99 km² corresponden a tierra firme y (0.6%) 0.02 km² es agua.

## Demografía
Según el censo de 2010, había 1163 personas residiendo en Cullen. La densidad de población era de 387,1 hab./km². De los 1163 habitantes, Cullen estaba compuesto por el 13.24% blancos, el 85.64% eran afroamericanos, el 0% eran amerindios, el 0.17% eran asiáticos, el 0% eran isleños del Pacífico, el 0.17% eran de otras razas y el 0.77% pertenecían a dos o más razas. Del total de la población el 1.12% eran hispanos o latinos de cualquier raza.